# Джон Айзаксон
Джон Харді «Джонні» Айзаксон (англ. John Hardy «Johnny» Isakson; 28 грудня 1944, Атланта, Джорджія, США — 19 грудня 2021) — американський політик, сенатор США від штату Джорджія з 2005 року. Представник Республіканської партії.

## Біографія
Народився у 1944 році в місті Атланта, штат Джорджія. Закінчив Університет Джорджії в Афінах у 1966 році.
З 1976 по 1990 рік був членом Генеральної асамблеї штату Джорджія. У 1990 балотувався в губернатори Джорджії, але зазнав поразки. З 1993 по 1996 роки був членом сенату штату Джорджія. У 1996 намагався обратися до Сенату США, але невдало. У 1996 році голова Ради Джорджії з освіти.
Висунутий Республіканкою партією у 106 Конгрес, щоб зайняти вакансію у Палаті Представників Ньюта Гінгріча, який відмовився від свого місця. Двічі був переобраний до Конгресу.
У 2004 році був обраний до Сенату США.